# Monitor (obrazovka)

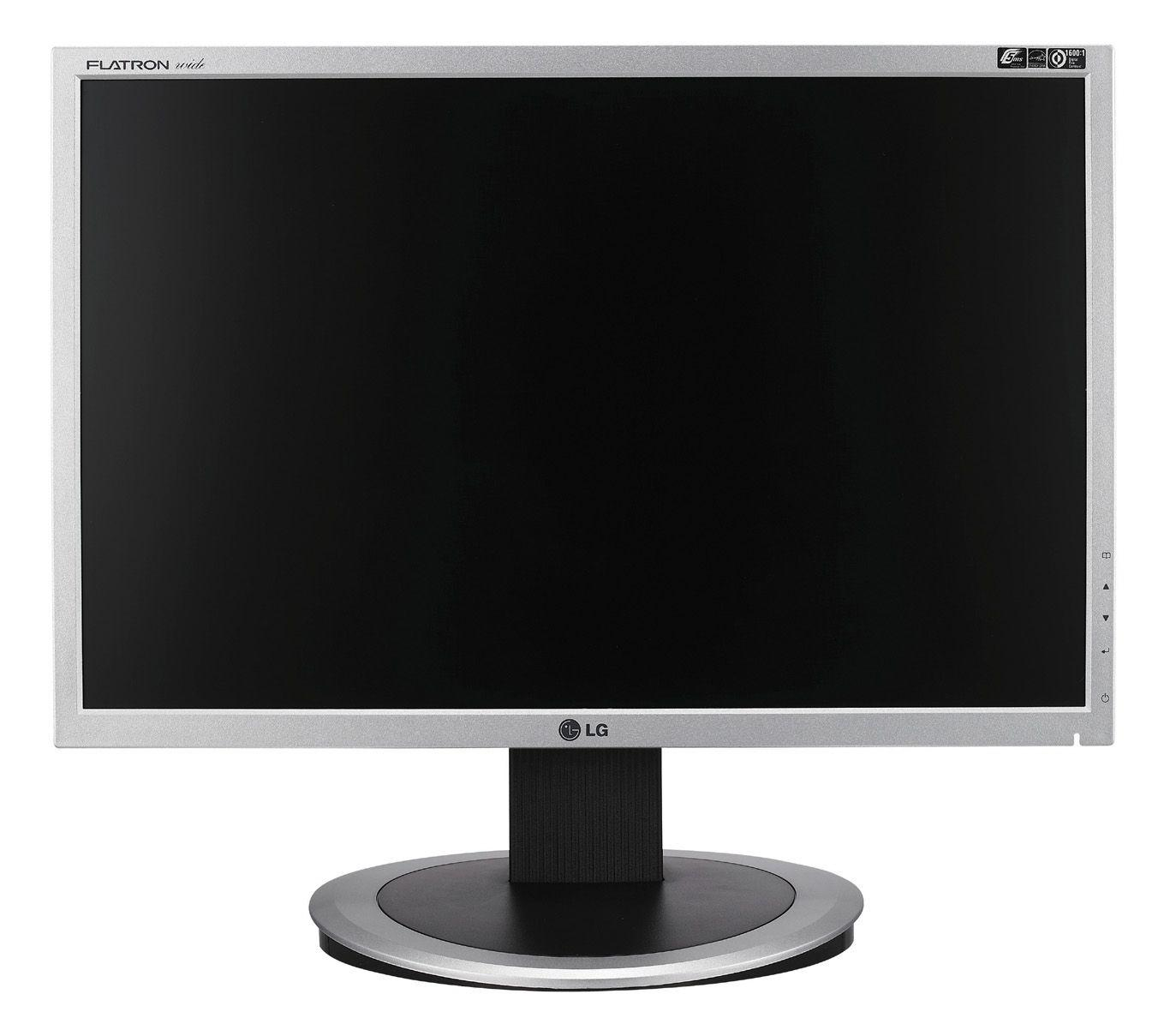
17" LCD monitor společnosti LG

Monitor je v informatice základní výstupní zařízení sloužící k zobrazování textových a grafických informací, případně celého grafického uživatelského rozhraní. Monitor je připojen k počítači přes grafickou kartu, ale může být do některých zařízení přímo integrován (PDA, mobilní telefon, tablet). Monitor býval také součástí samostatného počítačového terminálu. 

## Charakteristika
Monitory byly odvozeny od televizorů, ale na rozdíl od nich nebyly vybaveny vysokofrekvenčním vstupním obvodem (tunerem), takže k nim nelze připojit anténu. Nejstarší monitory byly černobílé (resp. dvoubarevné) a využívaly CRT obrazovky. Barvy byly zobrazovány pomocí barevných CRT obrazovek. Novější technologie pro monitory využívaly LCD displeje, které také nejprve uměly zobrazovat pouze dvě barvy, pak různé odstíny šedi a nakonec také barvy. Stejně jako u CRT obrazovek jsou na LCD monitorech barvy skládány ze tří základních složek: RGB, tj. Red (červená), Green (zelená), Blue (modrá) a využívají tzv. sčítání barev.
Signál je z počítače do monitoru přiváděn buď analogově (VGA konektor) nebo digitálně (DVI, DisplayPort, HDMI).
Monitory můžeme podle používaných technologií rozdělit na několik skupin:
- obrazovka – CRT, klasická vakuová obrazovka (dnes se už nepoužívá)
- LCD – využívá tekuté krystaly
- plazmová obrazovka – dříve progresivní technologie
- a další, méně obvyklé typy (OLED, LED TV, atd.)

## Základní parametry monitorů

### Úhlopříčka
Velikost monitoru se obvykle udává délkou úhlopříčky (vzdálenost mezi protilehlými rohy obrazovky). Velikost úhlopříčky ale nezachycuje poměr stran monitoru a tudíž při zachování stejné úhlopříčky, ale jiného poměru stran, se dostaneme k odlišné velikosti zobrazované plochy. Například monitor s úhlopříčkou 21" (palců) s poměrem stran 4 : 3 zobrazí plochu o velikosti asi 1361 cm2, ale širokoúhlá obrazovka 16 : 9 se stejnou velikostí úhlopříčky zobrazí plochu pouze o velikosti asi 1212 cm2.
U CRT monitorů byla úhlopříčka výrobcem často uváděna až do skrytých okrajů obrazovky, aby vypadaly větší.

### Rozlišení obrazovky
Rozlišení je udáváno v bodech neboli pixelech (px) – u LCD se jedná o skutečný počet bodů, pokus o použití jiného než tohoto rozlišení vede k různým deformacím obrazu. U CRT šlo o maximální zobrazitelný počet bodů a ten byl omezen maximální vstupní frekvencí (MHz) (a u barevných CRT obrazovek rastrem stínítka).

### Obnovovací (vertikální) frekvence
Obnovovací frekvence je udávána v jednotkách Hertz (Hz). Pro LCD je obvyklá základní frekvence 60 Hz. U větších CRT monitorů bylo pro zamezení blikání potřeba 85–120 Hz. Pro hraní her jsou obvykle využívány vyšší obnovovací frekvence.

### Doba odezvy
Doba odezvy se udává v jednotkách milisekund (ms) – doba, za kterou se bod na LCD monitoru rozsvítí a zhasne. Pro pracovní využití je vyhovující doba 8 ms (obvykle výrobci udávají parametr podobný, ze šedé do šedé barvy, tudíž skutečná odezva je horší). Herní monitory mají kratší dobu odezvy (jsou rychlejší, obraz se v rychlých scénách nerozmaže).

### Vstupy
Starším a v současnosti ještě stále v omezené míře používaným vstupem je analogový konektor VGA (15pinový D-sub konektor typu DE-15, který byl vytvořen pro VGA standard). Novější je DVI (kombinovaný digitální a analogový) nebo HDMI (digitální pro přenos videa ve vysokém rozlišení, zpětně kompatibilní s DVI, ale umožňuje i přenos zvuku). Nejmodernějším konektorem je DisplayPort pro velmi rychlý přenos dat mezi počítačem a monitorem. Některé starší monitory mohou mít také oddělené analogové RGB vstupy.

### Další parametry
Dalšími zajímavými parametry jsou elektrická spotřeba udávaná ve Wattech (W) – u LCD je poloviční až třetinová proti CRT o stejné úhlopříčce, spotřeba ve stavu spánku, rozteč bodů, hloubka monitoru (CRT je podstatně hlubší než LCD), pozorovací úhly, hmotnost a další.

## Technologie zobrazení
Stejně jako u televizoru existuje několik různých technologií používaných k zobrazování obrazových dat. V současnosti jsou v monitorech nejčastěji využívány následující technologie:
LCD (Liquid Crystal Display) je plochý displej, který k zobrazení využívá tekuté krystaly a podsvícení. Krystaly se natáčejí pod proudem, regulují průchod světla a vytvářejí obraz. LCD monitor bývá tenký, lehký a má nízkou spotřebu.
Typy LCD panelů:
- TN (Twisted Nematic) je nejstarší typ LCD panelu. Vyniká rychlou dobou odezvy, což se využívá např. u hraní her, ale trpí horšími pozorovacími úhly a méně přesnými barvami.
- IPS (In-Plane Switching) je typem LCD panelu disponujícím širokými pozorovací úhly a věrným podání barev. Obvykle má pomalejší odezvu než TN.
- VA (Vertical Alignment) je typ LCD panelu, který nabízí vysoký kontrast a hlubokou černou barvu - lepší než IPS nebo TN. Pozorovací úhly jsou u VA lepší než u TN, ale horší než u IPS.

QLED (Quantum Dot LED) je technologie vylepšující LCD displeje. Využívá vrstvu kvantových teček umístěnou mezi podsvícením a LCD panelem. Kvantové tečky pohlcují světlo z LED podsvícení a vyzařují ho v přesnějších a sytějších barvách, čímž zlepšují jas a barevný gamut LCD.
Mini LED je technologie podsvícení používaná u LCD displejů. Namísto velkých LED diod používá tisíce malých LED diod seskupených do mnoha lokálních stmívacích zón. To umožňuje mnohem přesnější ovládání jasu a kontrastu, což se projevuje v hlubší černé a lepším podání HDR obsahu.
Micro LED je technologie displejů, která používá mikroskopické LED diody jako jednotlivé pixely, které samostatně emitují světlo. Každý pixel je tedy samostatný a nepotřebuje podsvícení ani filtry. Nabízí dobré podání černé, vysoký jas, široké pozorovací úhly a dlouhou životnost bez rizika tzv. vypálení obrazu.
OLED (Organic Light-Emitting Diode) využívá organické diody, které samostatně emitují světlo. To umožňuje velmi dobré podání černé a velmi vysoký kontrast. Tyto monitory mívají velmi tenký a flexibilní design.
Plazmová obrazovka je plochý displej, kde ionizované plyny (plazma) v malých buňkách emitují UV záření, které rozsvítí luminofory. Poskytuje velmi vysoký kontrast a široké pozorovací úhly. Používá se zejména u televizí.
Penetron je speciální dvouvrstvá CRT trubice používaná primárně v kokpitech vojenských letadel. Změnou napětí dokáže zobrazit dvě barvy (např. zelenou a oranžovou) na stejném místě pro rozlišení informací.

### Porovnání

#### CRT
Klady:

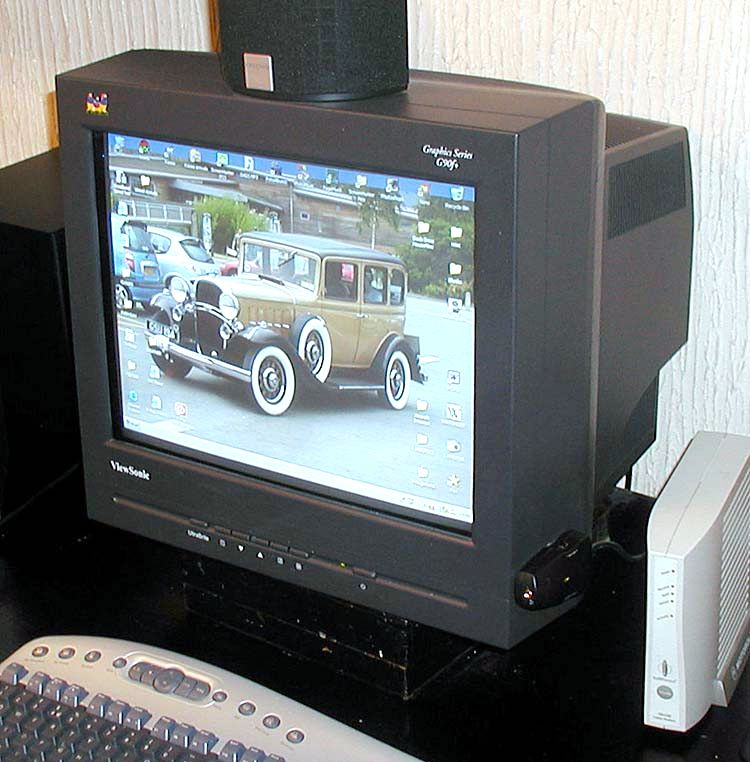
19" CRT monitor (velikost obrazovky 48,3 cm, viditelných 45,9 cm, značka ViewSonic

- Velmi vysoký kontrastní poměr (20 000:1 nebo více, mnohem vyšší než může nabídnout většina současných LCD a plazmových displejů.)
- Perfektní nastavení činitele gama. Stejný po celé ploše obrazovky.
- Malá doba odezvy (CRT monitory byly v oblibě zejména u hráčů počítačových her)
- Výborné zobrazení barev, široký rozsah a nízká úroveň zobrazení černé barvy.
- Jsou schopné zobrazit nativně několik rozlišení při různé obnovovací frekvenci
- Skoro nulová barevná, saturační, kontrastová či jasová deformace. Výborné pozorovací úhly.
- Spolehlivá, osvědčená technologie.

Zápory:
- Velké rozměry a váha (21" displej vážil přes 10 kg)
- Geometrické zkreslení u neplochých CRT monitorů
- Starší CRT monitory jsou náchylné k vypalování
- Větší spotřeba elektrické energie než u LCD displejů
- Náchylné efektu moire při vyšších rozlišeních
- Citlivé na vyšší vlhkost vzduchu
- Značná citlivost na rušení magnetickým polem v okolí monitoru (např. tramvaje, metro, transformátory).
  - Stačí i místní zdroj, jako bedny, druhý monitor, zdroj,...
- Malé riziko imploze (kvůli vakuu) při rozbití skleněného obalu obrazovky
- Při nízké obnovovací frekvenci viditelně problikává, vyžaduje nastavení alespoň 75 Hz a více (dle velikosti monitoru)
  - Záleží i na daném člověku.
- Elektromagnetické záření (výrobci se snaží omezovat)

#### LCD
Klady:
- Kompaktní a lehký (okolo 4 kg)

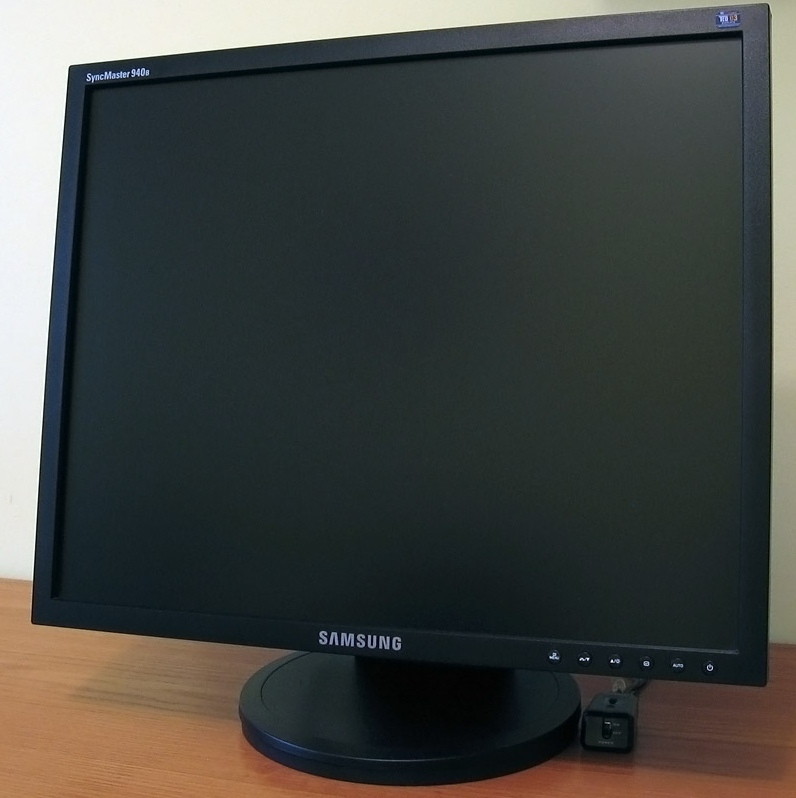
Displej Samsung 19".

  - Záleží na velikosti displeje a konstrukce.
- Malá energetická spotřeba
  - Při stejné úhlopříčce
- Žádné geometrické zkreslení
  - Pouze při nativním nebo při rozlišení dělitelným celočíselně (2, 4).
  - Záleží na typu displeje a nastavení.
- Stabilní
- Malé nebo žádné problikávání
- Žádné elektromagnetické vyzařování
- Nízké pořizovací náklady

Zápory:
- Malý kontrastní poměr.
- Omezené pozorovací úhly. Ty způsobují změnu barvy, saturace, kontrastu a světlosti, při změně úhlu pohledu.
- V souvislosti s nerovnoměrným podsvícením displeje může docházet ke zkreslení světlosti zobrazené plochy, obzvláště směrem k okrajům.
- Katastrofálně špatné nastavení gama. Silně závislé na pohledu ve svislém úhlu. Řada výrobců raději nezmiňuje.
- Pomalejší časy odezvy, které mohou způsobovat rozmazání a duchy v obrazu (i když většina moderních monitorů již tento neduh překonala).
- Má pouze jedno nativní rozlišení. Při použití jiného rozlišení musí obraz přepočítat na své nativní rozlišení a dochází tak ke zhoršení kvality obrazu.
  - Pokud není dělitelné 2, 4,... poté připadá daný počet pixelů na 1 bod.
- Pevná barevná hloubka, mnoho levných monitorů nedokáže zobrazit režim truecolor.
  - Hlavně u displejů lepších než TNT (TN) technologie.
- Mohou se vyskytnout „mrtvé“ pixely

## Někteří významní výrobci
- Acer
- Albatron
- Amtran
- AOC Monitors
- Apple Inc.
- ASUS
- BenQ
- Compal
- Coretronics
- Dell
- Delta
- Eizo
- Foxconn
- Funai
- Hewlett-Packard
- HannStar Display Corporation
- Hisense
- Hitachi
- Changhong
- Chingwa Picture Tubes
- Iiyama Corporation
- JVC
- LaCie
- Lenovo
- Lite-On
- LG Electronics
- NEC Display Solutions
- Panasonic
- Philips
- Proview
- Sampo
- Samsung
- Sanyo
- Sharp
- Sony
- Syntax
- Tatung
- Teco
- Toshiba
- TTE
- ViewSonic
- Visionbank
- Westinghouse